# Scenopinus seftoni
Scenopinus seftoni är en tvåvingeart som beskrevs av Kelsey 1969. Scenopinus seftoni ingår i släktet Scenopinus och familjen fönsterflugor. Inga underarter finns listade i Catalogue of Life.